# فرودگاه نیروی هوایی سلطنتی اکروتیری
فرودگاه نیروی هوایی سلطنتی اکروتیری (به انگلیسی: RAF Akrotiri) یک فرودگاه است. این فرودگاه در کشور قبرس قرار دارد.